# Neuroleon (Neuroleon) tibestinus
Neuroleon (Neuroleon) tibestinus is een insect uit de familie van de mierenleeuwen (Myrmeleontidae), die tot de orde netvleugeligen (Neuroptera) behoort. 
Neuroleon (Neuroleon) tibestinus is voor het eerst wetenschappelijk beschreven door Navás in 1934.